# Кадануумуу
Kadanuumuu ("велика людина" афарською мовою) відомий під назвою KSD-VP-1/1. Це фрагментований викопний скелет Австралопітека афарського, віком 3,58 млн. р.т., виявлений у Ефіопії в регіоні Афар у 2005 році командою на чолі з Йоханнисом Хайле Селассіє, куратором фізичної антропології у Клівлендському музеї природничої історії. Ґрунтуючись на аналізі даного скелету, можна впевнено вважати, що цей вид був повністю двоногим. 
Маючи зріст більше, ніж 1,5м, Kadanuumuu набагато вищий за знамениту "Люсі", особину того ж виду, виявлену в 1970-х, і приблизно на 400 000 років старший. Це найдавніший зразок виду афарського австралопітека, і одночасно наймасивніший.
Будова таза, крижів - близькі до людського, як у AL 288-1 ("Люсі"). Лопатка майже як у сучасної людини. Друге ребро KSD-VP-1/1 набагато масивніше, ніж у людини. Ключиця KSD-VP-1/1 вкрай масивна (виходить за рамки мінливості людини) і, ймовірно, була відносно дуже довгою (у верхніх межах мінливості людини).
На плечовій кістці мищелок орієнтований вкрай горизонтально, медіальний надмищелок дуже великий, блок слабо виступає вниз, головка виростка дуже велика. На ліктьової кістці - потужний розвиток ліктьового відростка в ширину. Кут ліктьовий вирізки (лінія проходить через вершини ліктьового і вінцевого відростків) до задньої сторони ліктьової кістки набагато нижче індивідуального мінімуму людини, Люсі і навіть ардіпітека.
Крило клубової кістки нахилене помітно сильніше, ніж у людини. Відстань між вертлюжною западиною і сідничним горбиком дуже велике (більше, ніж у інших австралопітеків і набагато більше, ніж у людини). Інша характерна ознака австралопітекових - велика відстань між задніми остюками верхньої та нижньої клубових кісток - виражений у повній мірі. Передня сіднична лінія клубової кістки зміщена вперед (у людини - зміщена назад).
Форма виростків стегнової кістки при погляді збоку у KSD-VP-1/1 еліптична, за показниками форми займає проміжне положення між людиною і шимпанзе, як і у інших австралопітеків. Гомілка відносно довга. Серед інших характеристик, лопатки Kadanuumuu (частина лопатки ), найстаріші серед виявлених датованих на сьогоднішній день для гомінідів і цілком порівнювані із лопатками сучасної людини, з чого випливає припущення, що вид був швидше наземним, ніж деревним . Не всі дослідники згодні з цим висновком. 

## Зовнішні посилання
- рано  Australopithecus  афарский postcranium від Woranso-Mille, Ефіопія [Архівовано 31 серпня 2019 у Wayback Machine.] - Оригінальна рецензованих паперу.
- Зображення копалин і розкопок